# Abeguwo
 (juin 2018).
Abeguwo est une déesse de la mythologie mélanésienne résidant dans le ciel. Quand elle ressent l'envie d'uriner, elle le fait sous forme de pluie sur Terre,.